# TNT Post
TNT Post — бывший официальный национальный оператор почтовой связи в Нидерландах, принадлежавший компании TNT N.V. Ранее компания называлась Koninklijke TNT Post BV и TPG Post; с 2006 года работала под брендом TNT Post. В её штате числилось 75 тысяч человек.

## История
Другие прежние названия компании — Koninklijke TNT Post, TPG Post. 16 октября 2006 года TNT Post стало новым названием компании взамен прежнего названия TPG Post. По всей стране прежние почтовые ящики TPG Post красного цвета были заменены на новые оранжевого цвета.
До 2002 года национальная почтовая служба Нидерландов называлась PTT Post. В мае 2011 года компания была реорганизована и переименована в PostNL; соответственно компанией стал использоваться логотип нового дизайна.

## Девиз
Девизом TNT Post с 2010 года была фраза «Конечно, мы можем» (англ. Sure we can).

## Галерея

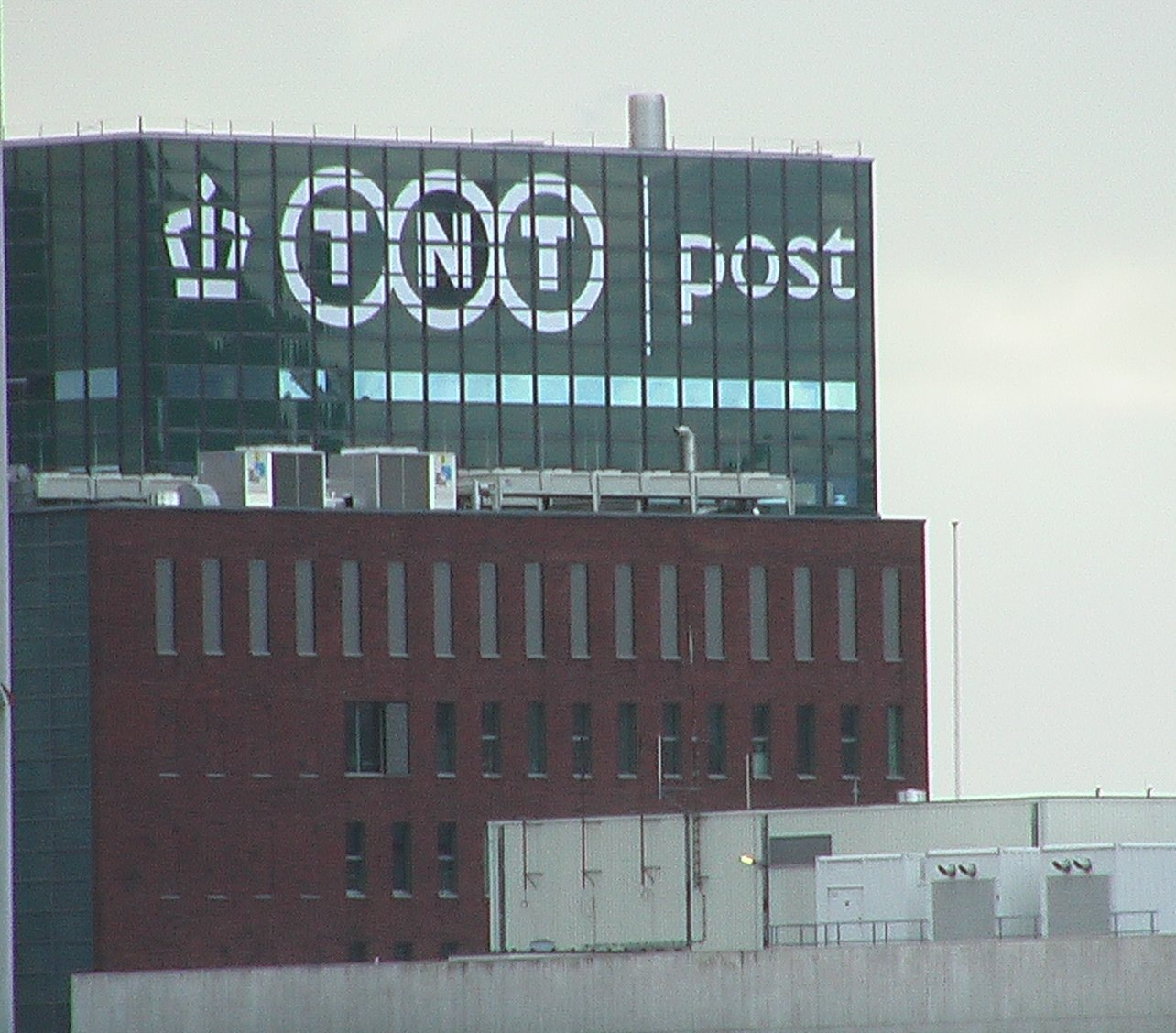
Штаб-квартира компании в Гааге
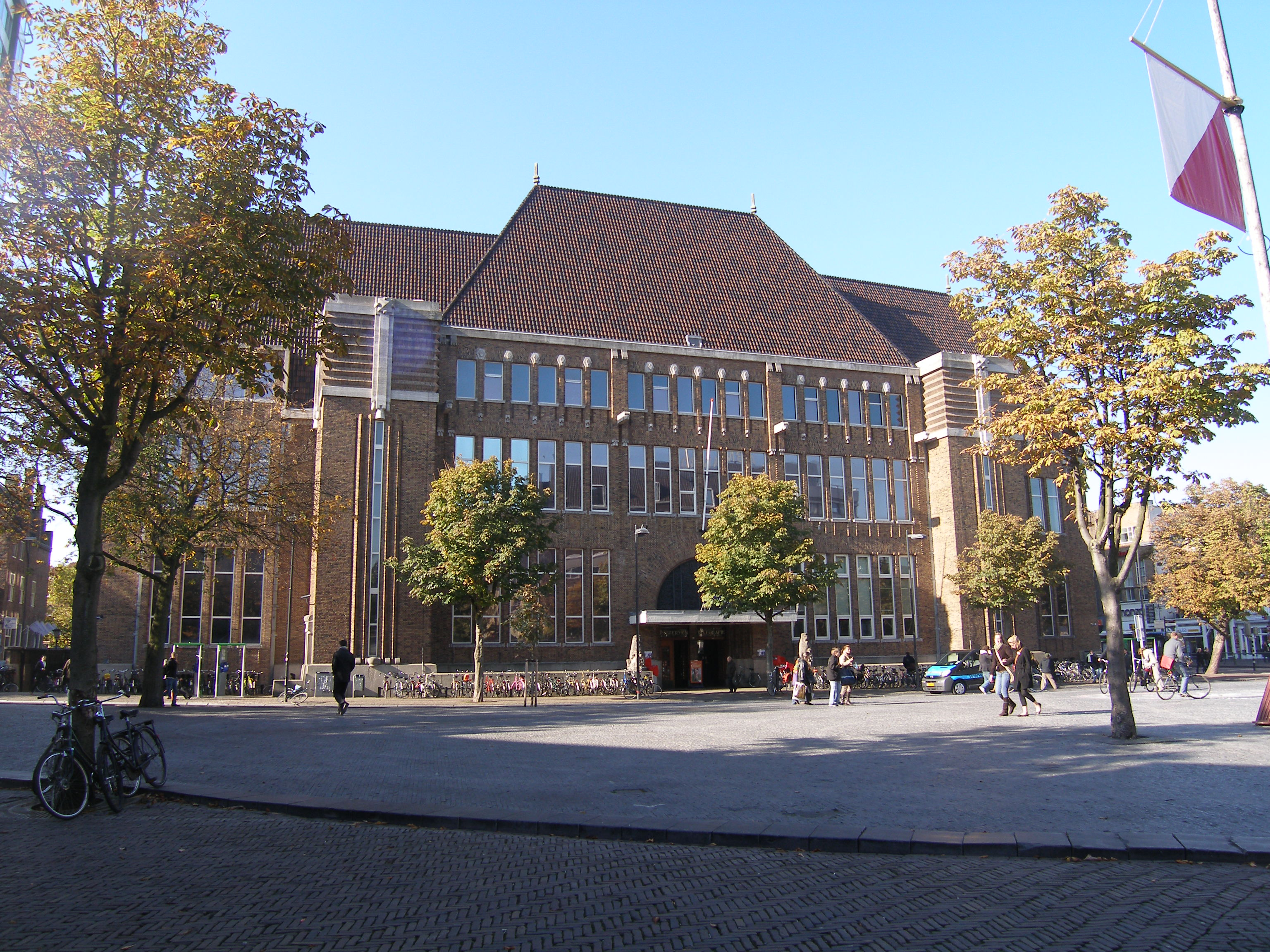
Главпочтамт в Утрехте
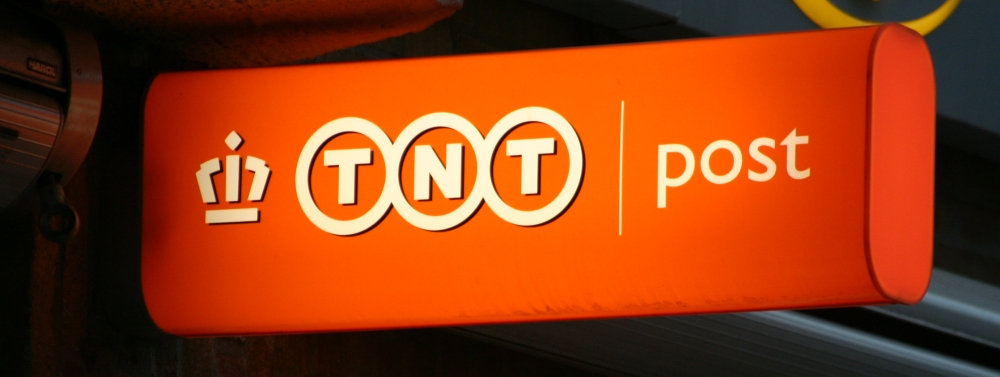
Указатель отделения компании в Амстердаме
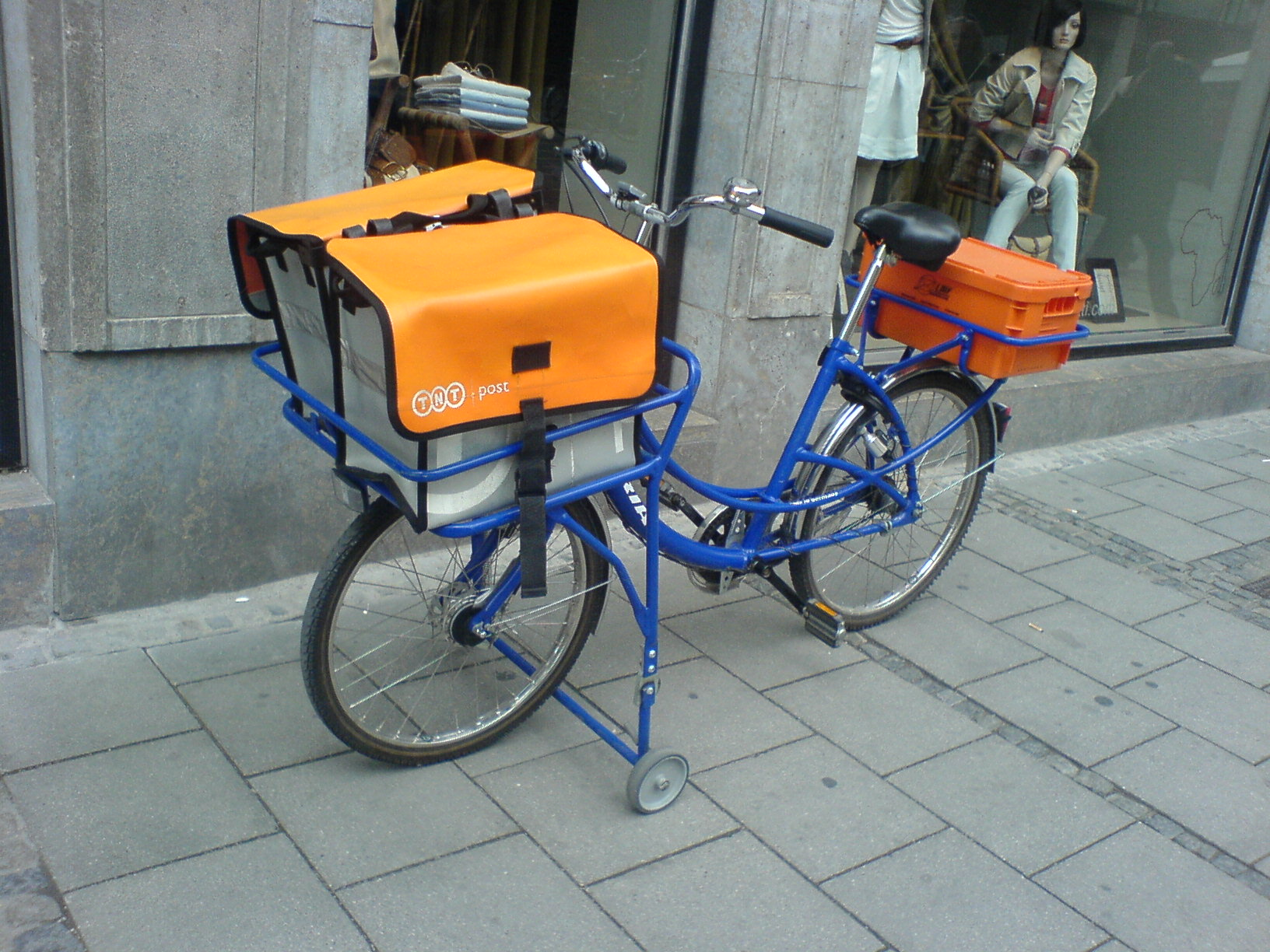
Почтовый велосипед компании
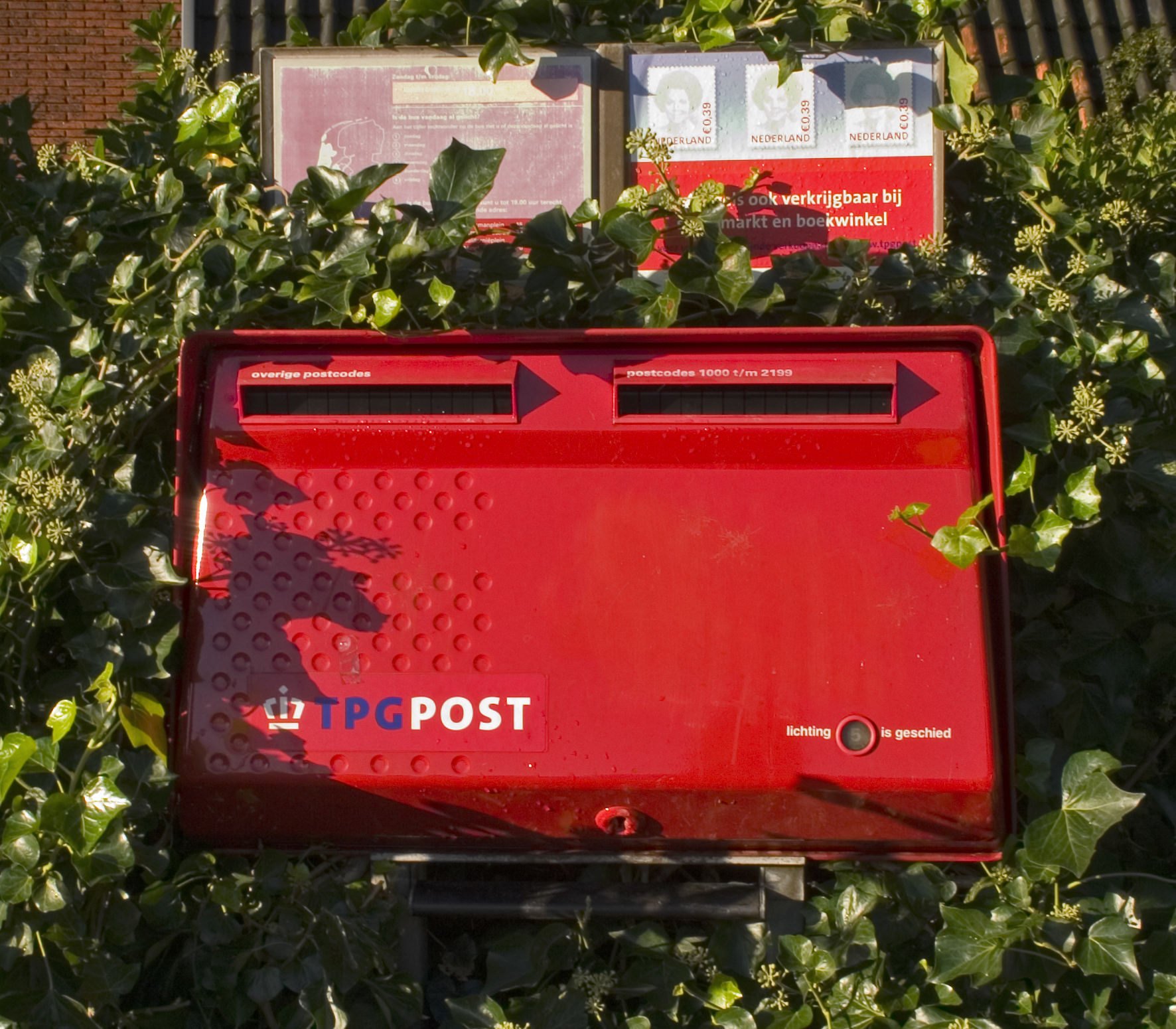
Старый красный почтовый ящик с надписью TPG Post
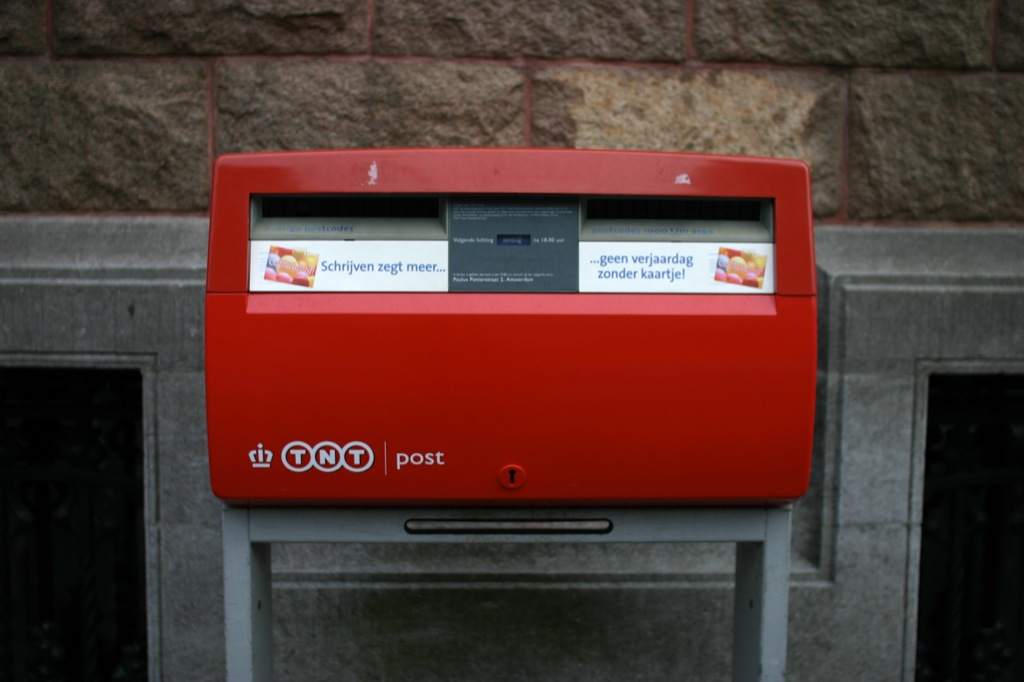
То же с надписью TNT Post
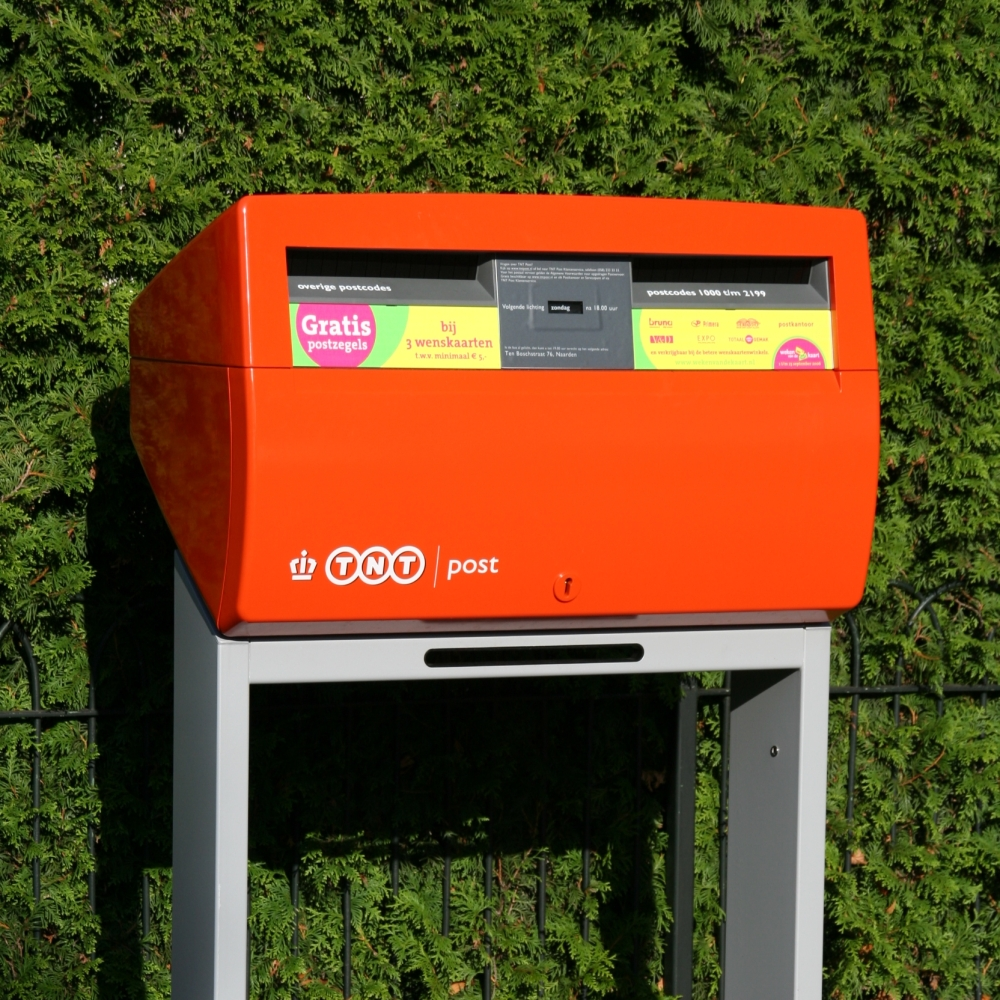
Почтовый ящик TNT Post нового образца (оранжевого цвета)
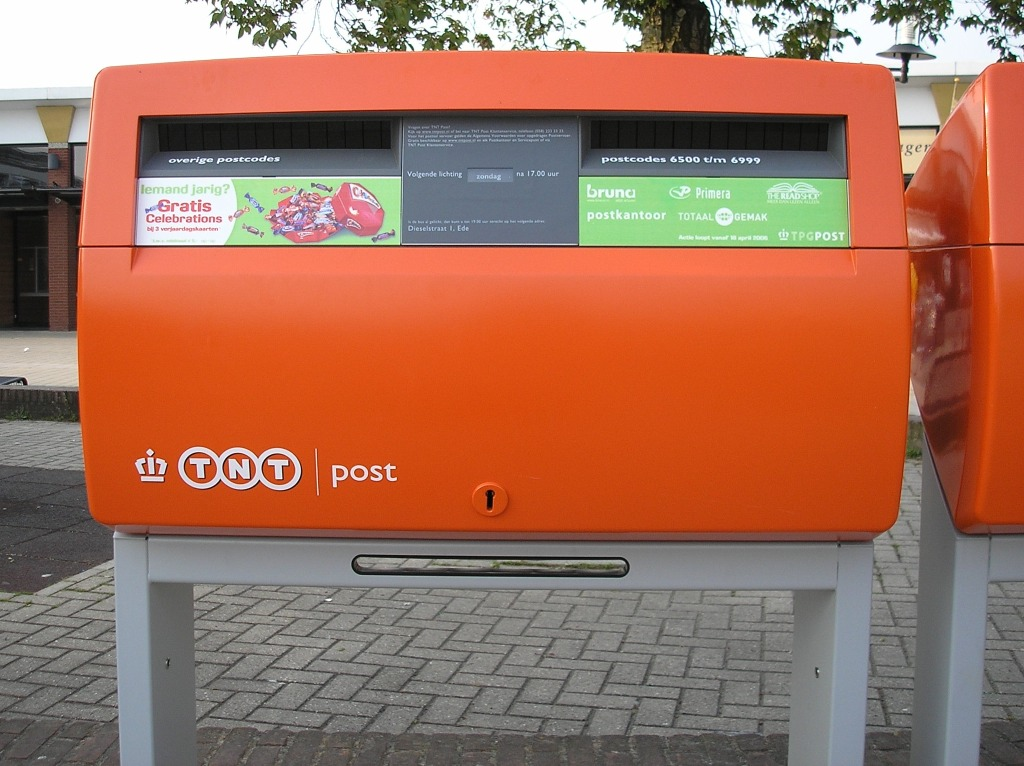
То же